# Эбби-роуд

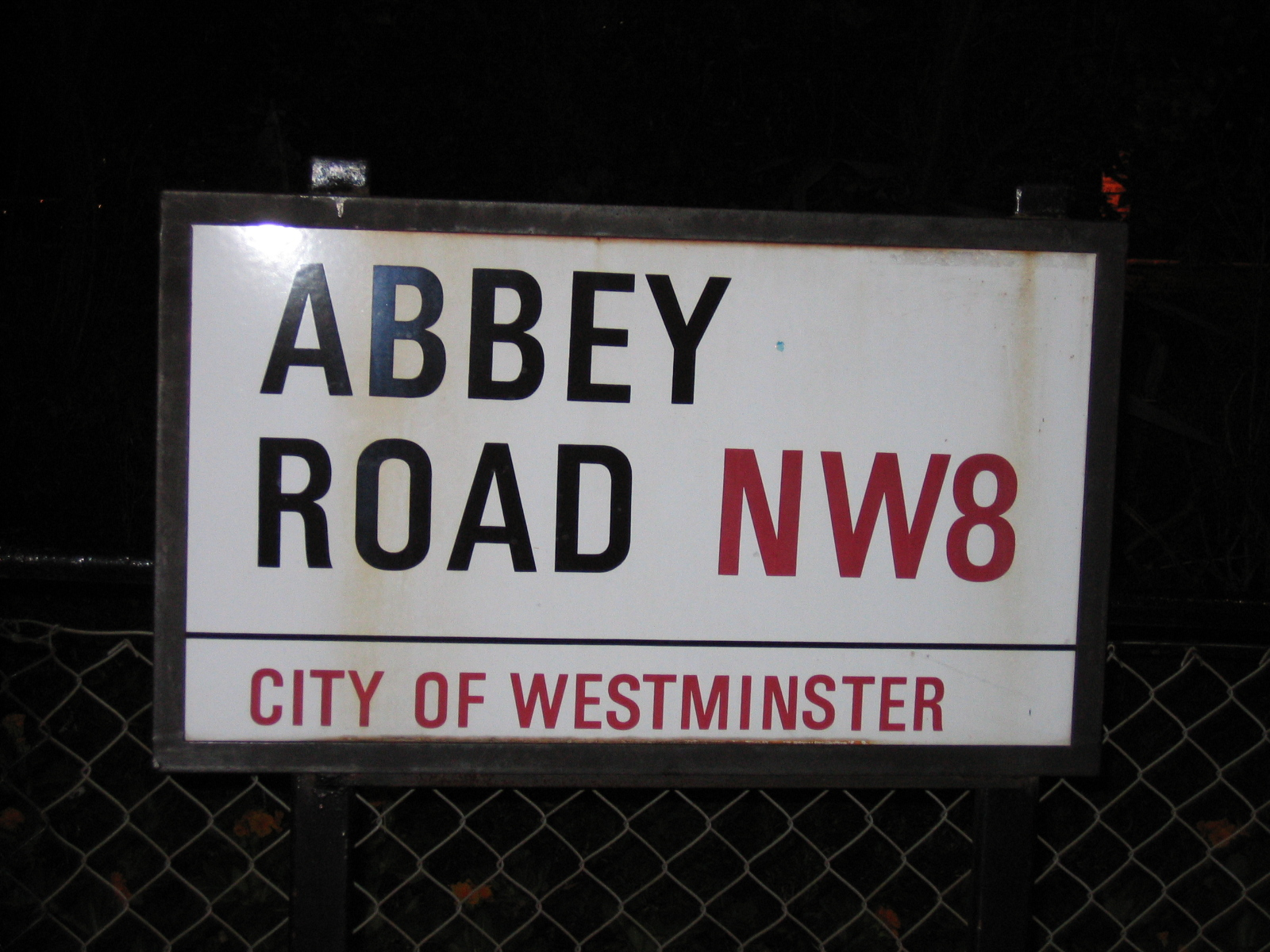
Уличный указатель Эбби-Роуд

Э́бби-Ро́уд (англ. Abbey Road) — оживлённая улица, располагающаяся в двух боро Лондона: Камден и Вестминстер в Большом Лондоне. Пролегает приблизительно с северо-запада на юго-восток через район Сент-Джонс-Вуд, рядом со стадионом Lord’s Cricket Ground. Является частью шоссе В507. Наиболее известна благодаря расположенной на ней студии Эбби-Роуд и пешеходному переходу, отображённому на обложке одноимённого альбома Abbey Road британской группы The Beatles.
На северо-западе Эбби-Роуд начинается в Килберне, на пересечении Куэкс-Роуд и Уэст-Энд-Лейн; далее примерно милю на юго-восток, пересекает Белсайз-Роуд, Баундери-Роуд и Марлборо-Плейс и заканчивается на пересечении Гроув-Энд-Роуд и Гарден-Роуд.
В юго-восточной части улицы, по адресу Эбби-Роуд 3, расположена знаменитая студия звукозаписи «Эбби-Роуд» британской медиагруппы EMI Group. Здесь записывали свою музыку The Beatles, Гленн Миллер, Queen, Radiohead, Леди Гага, Ширли Бэсси, Арета Франклин, ABBA, Клифф Ричард, Кейт Буш, Кайли Миноуг, Pink Floyd и многие другие известные исполнители популярной музыки. «Битлы», в частности, свой последний студийный альбом назвали именно Abbey Road. На обложке этого альбома изображено четверо участников группы, переходящих улицу по пешеходному переходу, находящемуся около входа в студию. В результате улица прочно ассоциируется с The Beatles и с 1970 года является местом массового посещения туристами. Несмотря на плотный трафик на Эбби-Роуд, самый знаменитый пешеходный переход стал популярным объектом фотосъёмки.
Раньше на углу Гроув-Энд-Роуд стояла жестяная табличка с названием улицы, но её убрали, так как её часто крали или портили различными надписями. Сейчас указатель с названием улицы закреплён высоко на здании на углу. Каждые три месяца муниципальному совету приходится перекрашивать стену дома рядом с пешеходным переходом, на которой фанаты ливерпульской четвёрки оставляют граффити.
В настоящее время на сайте earthcam.com ведётся прямая трансляция с видом на знаменитый пешеходный переход с видеокамеры, расположенной на здании напротив.

## Галерея

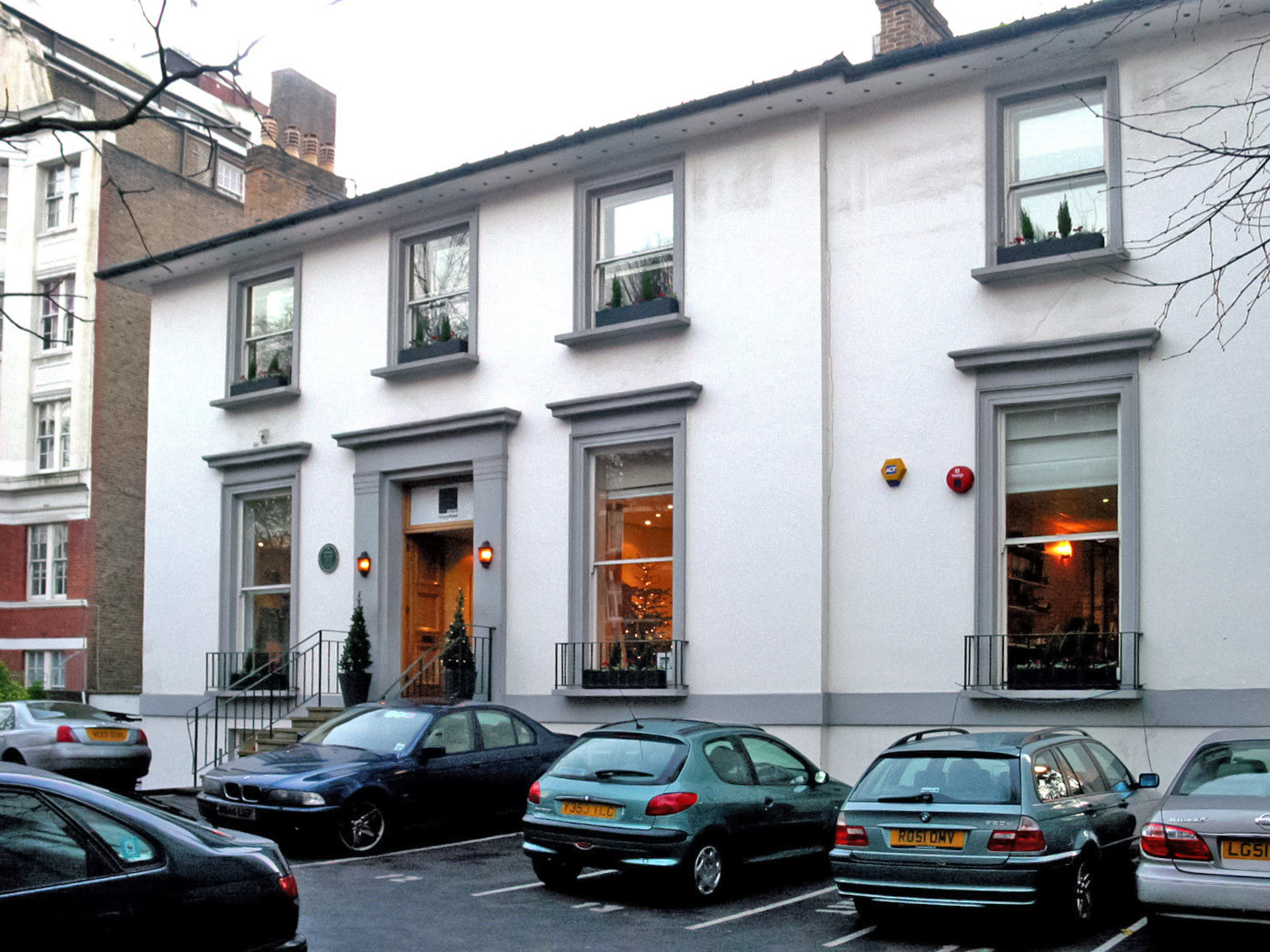
Студия на Эбби-Роуд
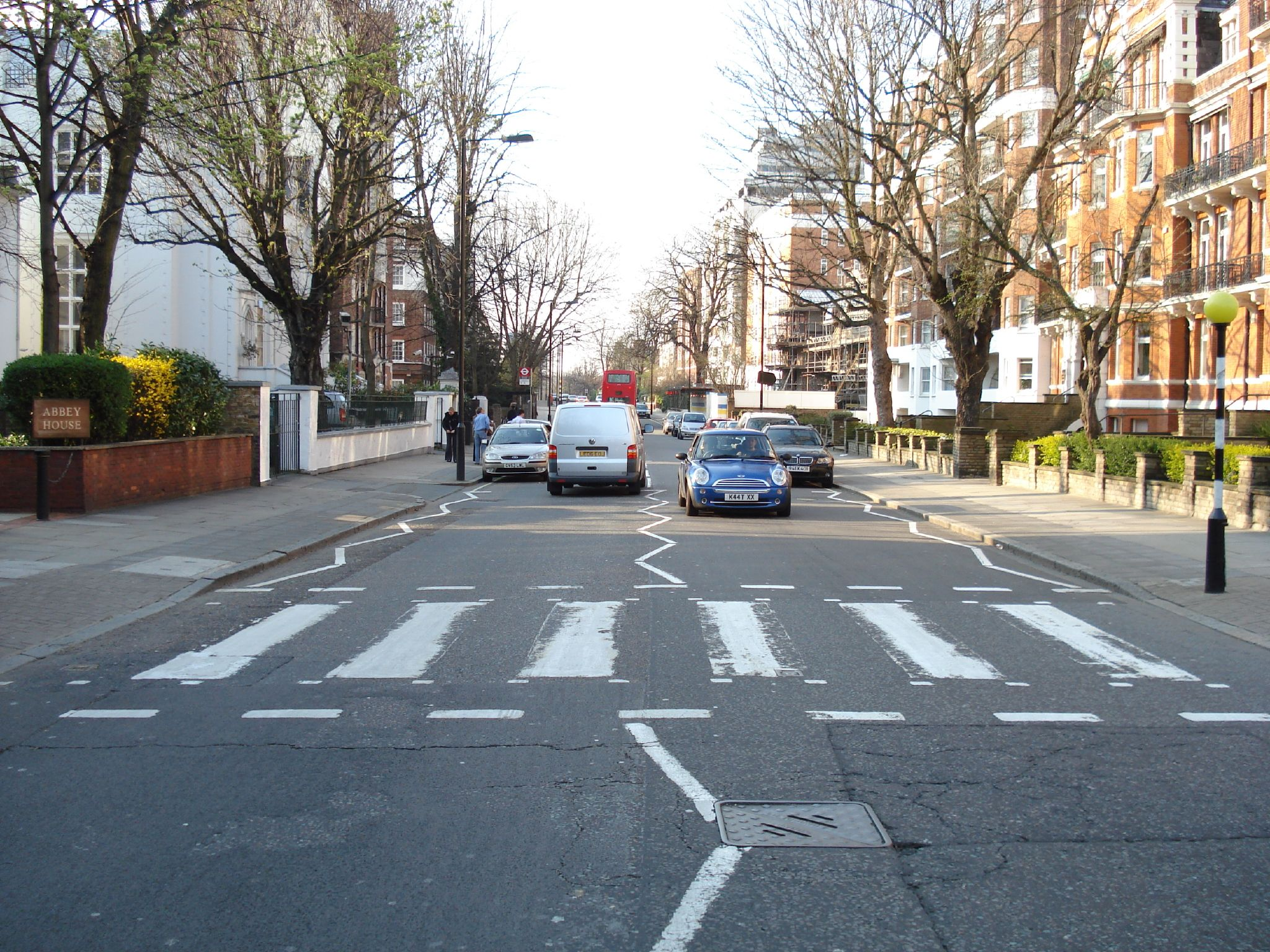
Пешеходная дорога на Эбби-роуд
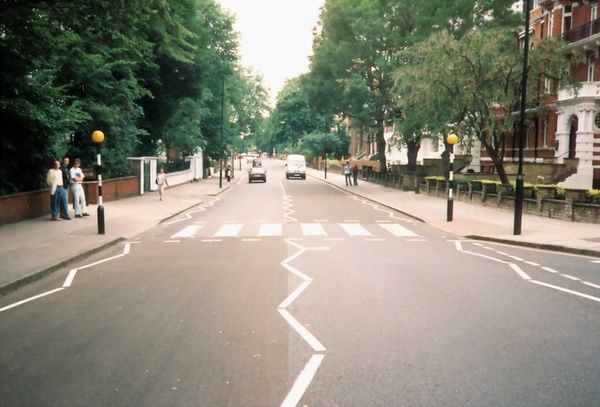
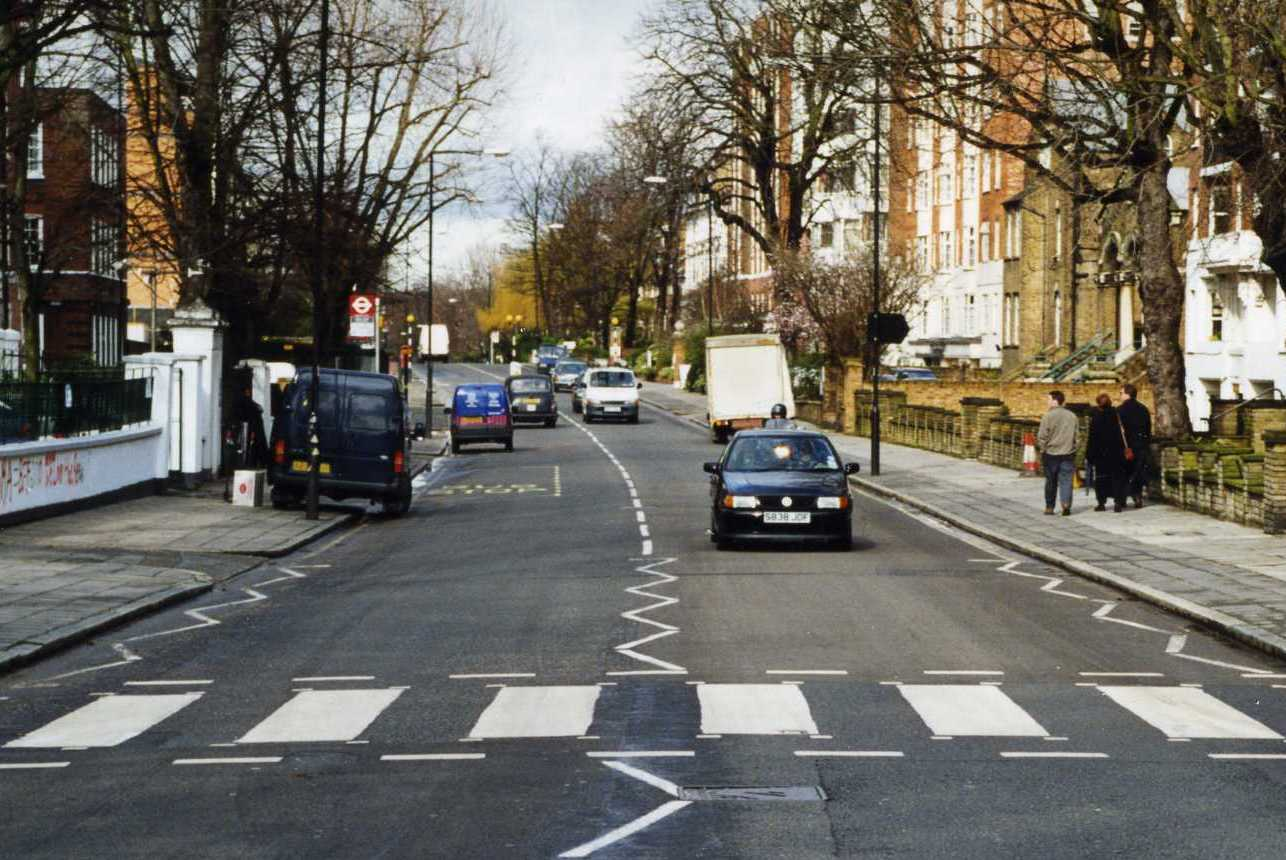
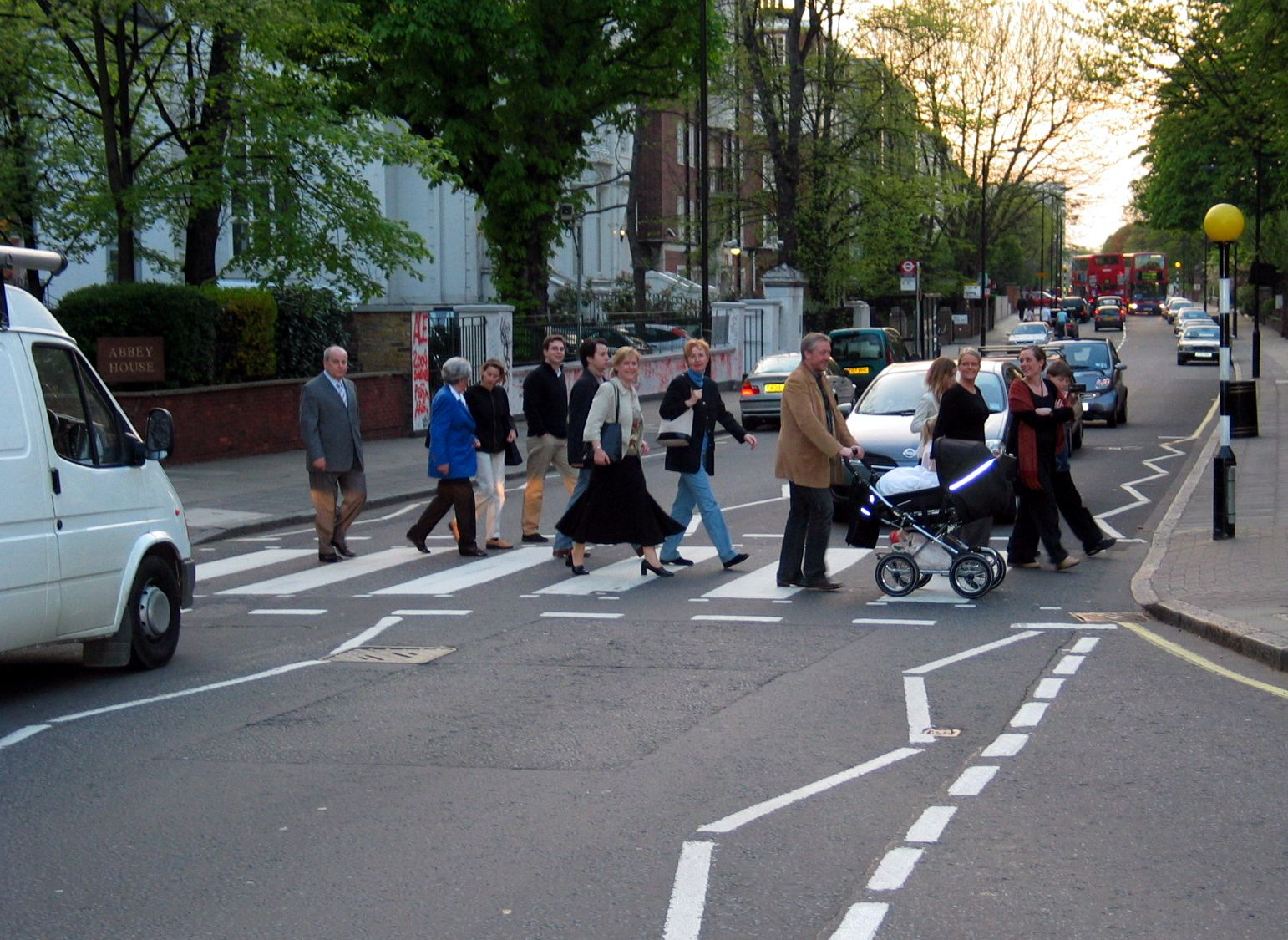
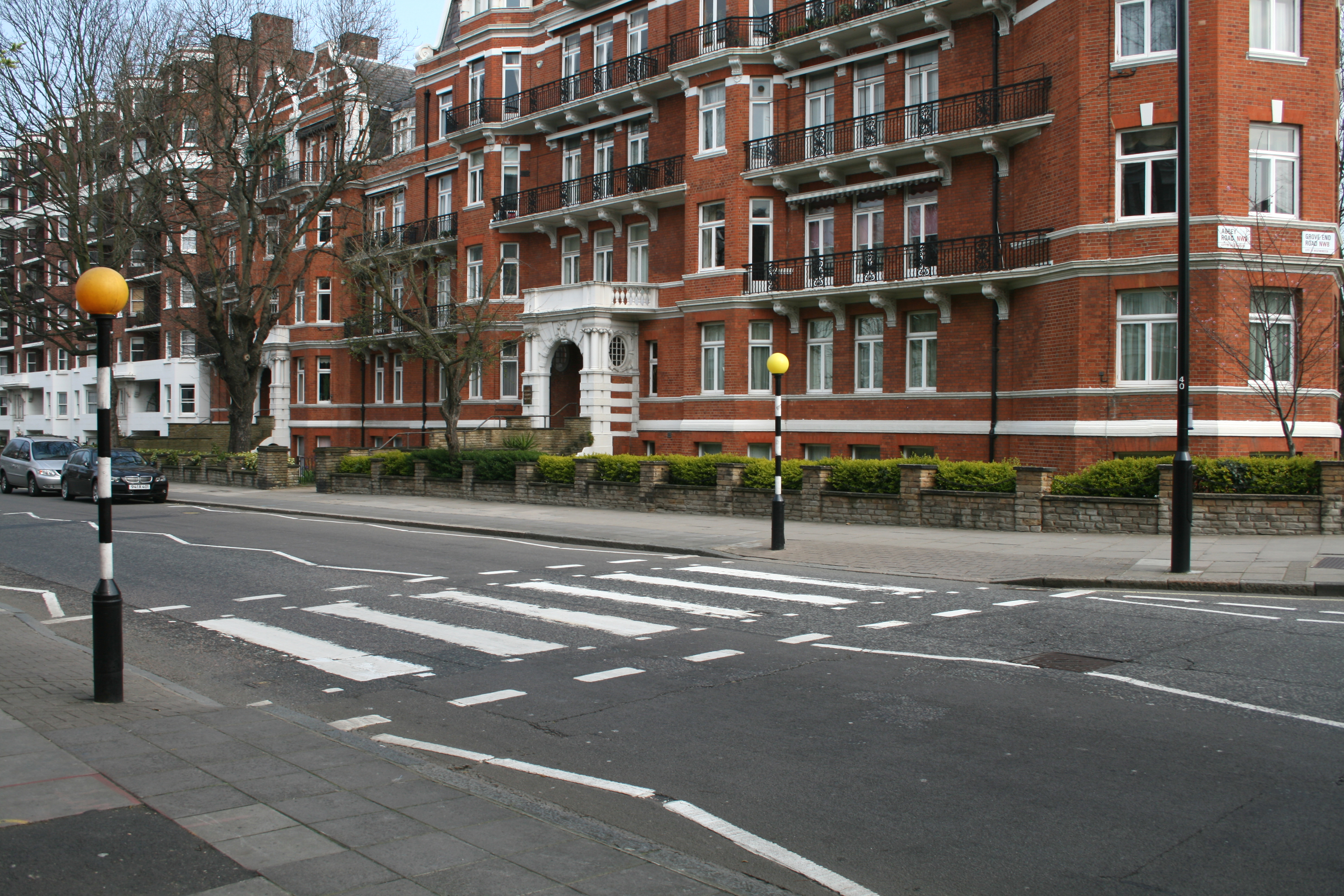